# 金梦
金梦（1965年11月5日—），中国内地女演员。

## 生平
金梦出生于江西省南昌市，父亲是辽宁盖州人，曾参加第四野战军，后南下转业至地方，进入江西纺织工业系统工作。她从小爱好文艺，立志当文艺兵，1978年，被福州军区政治部前锋歌舞团录取，但因家里有海外关系无法通过政审，她在父亲的鼓励下向国家领导人邓小平致信，收到批复“根据情况妥善安排”，最终如愿入伍，开始文艺生涯。1980年，服从组织分配，成了一名卫生兵。1982年，在恩师宋剑国引荐下，17岁的金梦通过了试镜，成为湖南电视台第一部长篇电视剧《风满潇湘》的女一号，而且成为了湖南广播电视艺术团的专业演员，先后出演了《茅台酒的传说》、《向警予》、《乌龙山剿匪记》、《山林淡淡的晨雾》等多部电视剧。
1986年，入读上海戏剧学院表演系，毕业后分配至上海人民艺术剧院，并与在读书时相识的同学、导演傅敏（傅华阳）结婚。1993年，凭电视连续剧《风雨丽人》“如霞”一角，获得飞天奖和金鹰奖的双料“女配角”奖。电视剧《巾帼悲歌》及《紫藤花园》的热播将其推上事业高峰。因其形象时尚俊俏，多次登上各大影视杂志封面及挂历，1995年至1997年更在《上海电视》杂志开设“金梦说明星”专栏，文风幽默独到，被多家杂志和十几家报纸同时转载。
1996年，金梦在事业巅峰期选择隐退，专注家庭生活，1998年诞下一女。2003年曾短暂复出，参演电视连续剧《现在开庭》和《说出你的爱》（又名《蛋白质女孩》）。2016年，在女儿考入大学后再度复出，参演电视剧《大浦东》《雷霆战将》。